# Гилёва (Тугулымский муниципальный округ)
Гилёва — деревня в Тугулымском городском округе Свердловской области России.

## Географическое положение
Деревня Гилёва расположена в 19 километрах к востоку от посёлка Тугулыма (по дорогам в 22 километрах), в долине реки Малый Кармак (левого притока реки Пышмы). Деревня вытянулась с севера на юг преимущественно по правому берегу Малого Кармака. Южнее Гилёвой с запада на восток проходит автодорога Р351 (Сибирский тракт), разделяющий деревню и соседнее село Мальцево. Одним километром севернее деревни Гилёвой проходит железнодорожная ветка Екатеринбург — Тюмень. Ветка, в свою очередь, отделяет деревню от соседнего села Верховина. В районе деревни Гилёвой и села Верховина расположен остановочный пункт 2102-й километр.

## Петро-Павловская церковь
В 1917 году из часовни была построена деревянная однопрестольная церковь. Освящена она была во имя апостола Петра и Павла. Петро-Павловская церковь была закрыта в 1930 году.

## Дом-музей имени И.И. Федюнинского
В деревне Гилёвой родился и жил будущий генерал армии Иван Иванович Федюнинский (1900–1977). В 1981 году был создан Дом-музей генерала, экспозиция размещена в деревенском доме 85 по Первомайской улице.

## Экономика
В деревне работают лесхоз, лесопункт, маслозавод и другие предприятия.

## Население
| 2002 | 2010 | 2021 |
| ---- | ---- | ---- |
| 383  | ↘368 | ↘250 |